# مقاطعة تايتوس (تكساس)
مقاطعة تايتوس (بالإنجليزية: Titus  County)‏ هي إحدى المقاطعات في ولاية تكساس، الولايات المتحدة الأمريكية، يبلغ عدد سكانها 32,334 نسمة طبقا لإحصاء عام 2010 .

موقع المقاطعة في ولاية تكساس